# هانسال مهتا
هانسال مهتا (انگلیسی: Hansal Mehta؛ زادهٔ ۱۹۶۸/۱۹۶۷) کارگردان فیلم، تهیه‌کننده فیلم و فیلم‌نامه‌نویس اهل هند است. وی از سال ۱۹۹۳ میلادی تاکنون مشغول فعالیت بوده‌است.
وی برنده جایزه ملی فیلم بهترین کارگردانی شده‌است.